# Tranvía de Pionyang
El tranvía de Pionyang es un sistema de tranvía en Pionyang, la capital de Corea del Norte. La primera línea del sistema actual se inauguró en 1989. Actualmente hay cuatro líneas en operación. 

## Historia
Antes de la guerra de Corea, de 1950 a 1953, había tres sistemas de tranvías en toda la península de Corea: uno en Seúl, Busan y Pionyang. Sin embargo, el sistema en Pionyang se interrumpió después de la guerra, en gran parte debido a la importante destrucción de la ciudad por los bombardeos de Estados Unidos y la ONU. Los dos restantes en Seúl y Busan sobrevivieron a la guerra, pero finalmente también se suspendieron cuando los automóviles se volvieron más comunes y un apareció medio de transporte más grande en Corea del Sur en 1968, por lo que no quedaron redes de tranvías en la península.

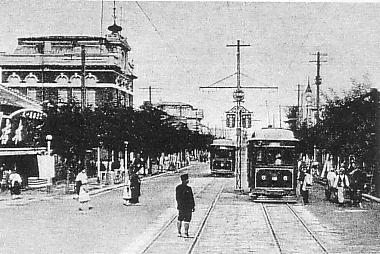
Tranvía de Pionyang en los años 1920.

Durante la hambruna de Corea del Norte, el servicio de las líneas de tranvía se volvió escaso y, a menudo, los tranvías no funcionaban debido a la falta de conductores y la escasez de electricidad.
A diferencia de Corea del Sur, la propiedad personal de automóviles en Corea del Norte es muy rara. Los norcoreanos, especialmente los que viven en Pionyang y otras ciudades importantes, dependen principalmente del transporte público. En Pionyang, hay trolebuses y metro, estos dos sirven como sus principales medios de transporte público. Sin embargo, a medida que las líneas de trolebuses se saturaron gradualmente, la ciudad decidió reabrir las líneas de tranvía. La primera línea se abrió el 15 de abril de 1991.

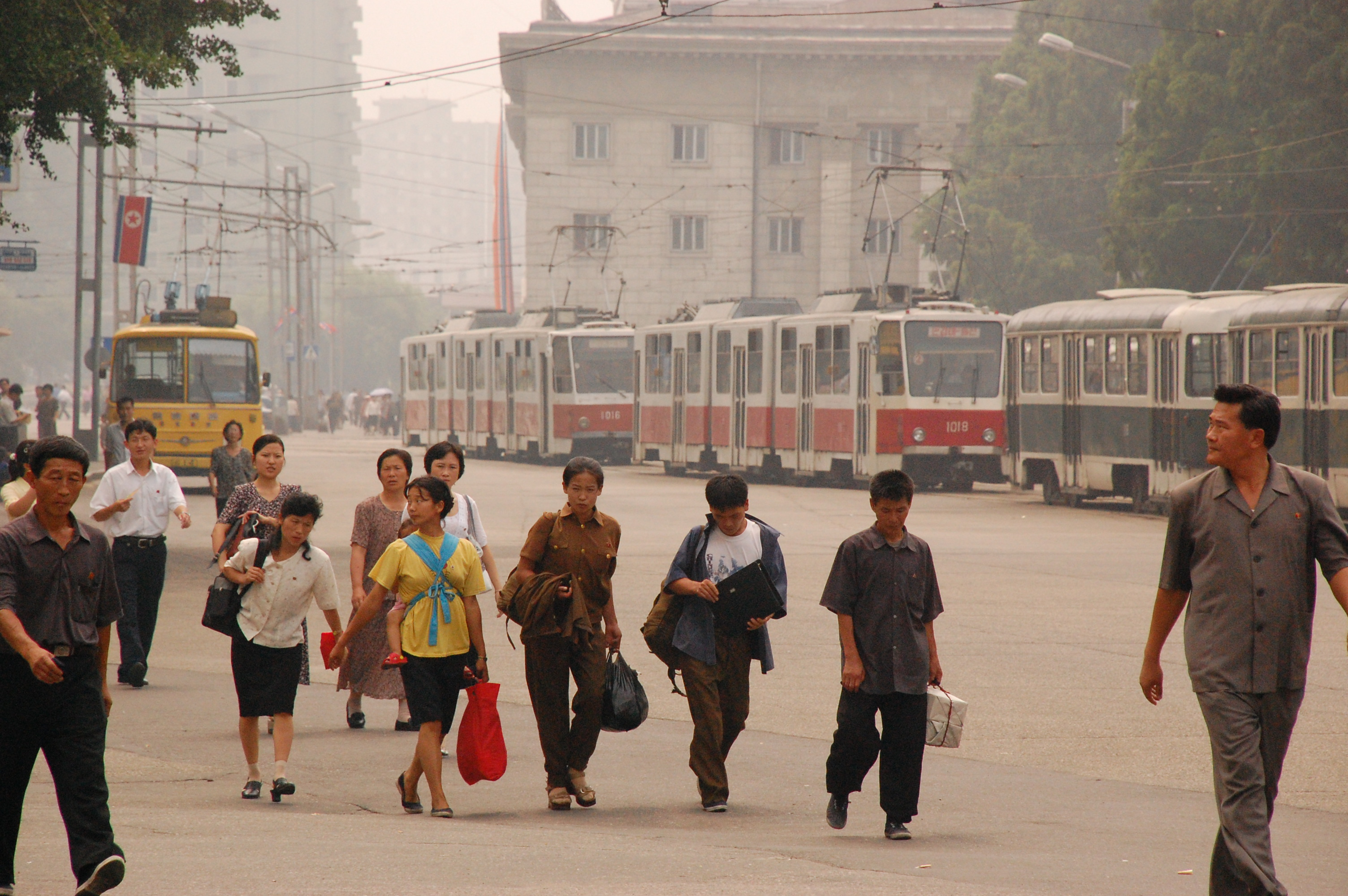
Gente caminando cercas de los tranvías.

Se compraron varios tranvías Tatra T4 y su remolque B4 en Dresde, Magdeburg y Leipzig en 1997-1998.
Desde el 14 de octubre de 2002, la sección de la Línea 1 entre P'yŏngyang-yŏk y Songyo se cerró, ya que el puente sobre el río Taedong comenzó a deteriorarse, dividiendo la Línea 1 en dos partes divididas por el río Taedong. La sección de Songyo a Songsin finalmente fue reemplazada por un trolebús en 2014. La parte que cruza el puente fue reemplazada por un servicio de autobús. La demolición de las vías entre Songyo y la estación de Pionyang se completó el 9 de septiembre de 2003.
En 2008, la Compañía de Transporte de la Ciudad de Praga vendió 20 Tatra T3 usados a la Empresa de Transporte Público de Pionyang junto con un envío de rieles de tranvía. Estos tranvías se construyeron desde 1967 para el Tatra T3 en la modificación original hasta 1987 para la modificación T3SUCS. Según Ondřej Pečený, portavoz de la Compañía de Transporte de la Ciudad de Praga, estos tranvías están en muy buenas condiciones y pueden funcionar durante al menos dos años sin necesidad de servicio. Los vagones de tranvía fueron fabricados por Tatra, una empresa checoslovaca, durante la era socialista de esa nación. Se utilizan varios tipos, pero actualmente no hay vagones de tranvía de piso bajo.
Después del cierre del depósito de Songsin, se agregó una extensión al depósito de Rangnang para albergar los tranvías transferidos desde ese depósito.
Anteriormente, a los turistas extranjeros no se les permitía viajar en las líneas de tranvía, pero algunos recorridos recientes han comenzado a incluir viajes en tranvía (aunque los viajes no se comparten con los lugareños y, en cambio, se fletan, a diferencia del metro de Pionyang).
Debido a la necesidad de transporte, a los conductores de tranvía se les pueden asignar turnos incluso en días festivos.

## Líneas
Actualmente hay tres líneas en operación más una línea de trocha métrica operada por militares.
- Línea 1 - (Mangyongdae - Estación de Pionyang)
- Línea 2 - (Munsu - T'osŏng)
- Línea 3 - (Estación de Sopyongyang - Rangrang)
- Kumsusan - (Samhung - Palacio del Sol de Kumsusan)

A partir de 2006, la tarifa es de ₩ 5 para cualquier sección. También hay boletos de cupón emitidos en forma de boletos insertados en la caja de tarifas.

## Material rodante
Antes de 2018, el material rodante utilizado era el checoslovaco ČKD Praha Tatra T6B5K, Tatra T3/SUCS, Tatra T4D y B4D y KT8D5K en color rojo/blanco o azul/blanco. La línea Kŭmsusan utiliza material rodante VBZ Be 4/4 Tipo Ib en un ancho diferente de 1000 mm, en lugar de 1435 mm para las líneas 1 a 3. 

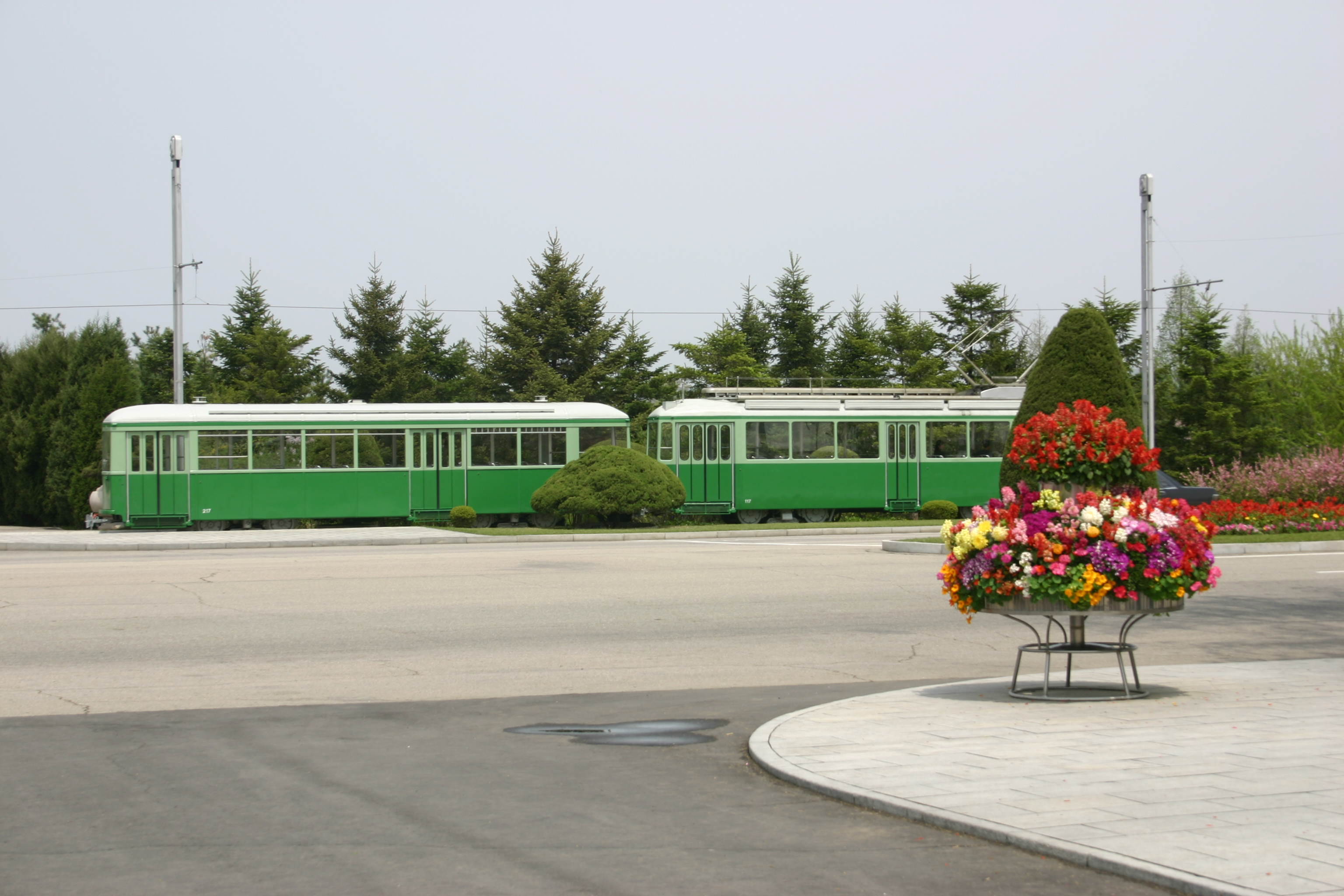
Un tranvía VBZ en la línea Kŭmsusan en 2005.

El Shenyang ST4 había sido retirado en 1999 debido a su articulación defectuosa y posteriormente convertido en trolebuses Chollima-961/971, mientras que es posible que otros fueran enviados al sistema de tranvías de Chongjin donde recibieron una nueva carrocería en la fábrica de autobuses de Chongjin.
Según un reportero checo, 42 de los 45 tranvías KT8D5 originales todavía funcionan. A pesar de las sanciones que limitan el suministro de repuestos, los tranvías funcionan con un mantenimiento por debajo del promedio, aunque el desarrollo más reciente de equipos eléctricos construidos localmente y el mantenimiento continuo sin un suministro extranjero de repuestos han levantado sospechas en los medios checos.
En agosto de 2018, tras la introducción de nuevos trolebuses y vagones de metro, se introdujeron en Pionyang nuevos vagones de tranvía de producción parcialmente nacional por primera vez en unos veinte años. Las carrocerías fueron fabricadas por Pionyang Bus Repair Factory y denominadas Thongil-181, sobre el chasis del Tatra KT8D5K.